# Propanoate de potassium
Le propanoate de potassium ou propionate de potassium est le sel de potassium de l'acide propanoïque. Il a pour formule semi-développée CH3CH2COOK  et est incolore. Il est utilisé comme  conservateur alimentaire de numéro E, E283.